# 唐娜·埃蒂贝特
唐娜·埃蒂贝特（英語：Donna Etiebet，1986年4月29日—），英国女子赛艇运动员。她曾代表英国参加荷兰鹿特丹举行的2016年世界赛艇锦标赛，获得女子四人单桨无舵手金牌。